# Liriomyza paranaensis
Liriomyza paranaensis är en tvåvingeart som beskrevs av Spencer 1966. Liriomyza paranaensis ingår i släktet Liriomyza och familjen minerarflugor. Inga underarter finns listade i Catalogue of Life.